# Beddomixalus bijui
Beddomixalus bijui is een kikker uit de familie schuimnestboomkikkers (Rhacophoridae). De soort werd voor het eerst wetenschappelijk beschreven door Anil Zachariah, K. P. Dinesh, Chandrasekharamenon Radhakrishnan, E. Kunhikrishnan, Muhamed Jafer Palot en C. K. Vishnudas in 2011. Het is de enige soort uit het monotypische geslacht Beddomixalus. De wetenschappelijke geslachtsnaam Beddomixalus is een samenstelling van de naam van Richard Henry Beddome en de toevoeging Ixalus, die vaak wordt gebruikt bij de wetenschappelijke naamgeving van in bomen levende kikkers.

## Uiterlijke kenmerken
De kikker heeft een lichtbruine lichaamskleur met lichtere vlekken en strepen. De flanken zijn gelig van kleur en de buikzijde is wit. Het lichaam is slank en langwerpig. De trommelvliezen zijn goed zichtbaar. De vrouwtjes worden aanzienlijk groter dan de mannetjes. De soort lijkt sterk op de pas in 2013 beschreven soort Mercurana myristicapalustris. Er zijn echter een aantal verschillen zoals de aanwezigheid van papillen op de tong bij de laatst genoemde soort, terwijl deze bij Beddomixalus bijui ontbreken.

## Verspreidingsgebied en habitat
Beddomixalus bijui komt voor in delen van Azië en leeft endemisch in India. De habitat bestaat uit loofbossen op een hoogte van 1100 tot 1600 meter boven zeeniveau.